# Nonthaburi
Nonthaburi (en tailandés: นนทบุรี, pronunciado [nōntʰáburīː]) es la ciudad principal del distrito Mueang Nonthaburi y de la provincia de Nonthaburi, en Tailandia. Tiene categoría de municipio (thesaban nakhon) y es uno de los cinco subdistritos (tambon) de Mueang Nonthaburi junto a Talat Khwan, Bang Khen, Bang Kraso y Tha Sai.
En enero de 2012 tenía una población registrada de 258.550 habitantes, lo que la convertía en la segunda ciudad más poblada de Tailandia después de Bangkok. Debido a su ubicación cerca de la capital nacional funciona como un suburbio de Bangkok, como parte de la Región metropolitana de Bangkok.
Nonthaburi es servida por sistemas de transporte público que incluyen el sistema de autobús de Bangkok Mass Transit Authority, las lanchas colectivas de Chao Phraya Express Boat, y la línea Púrpura del Metro de Bangkok.